# Chiripha orestera
Chiripha orestera là một loài bướm đêm trong họ Noctuidae.